# Contea di Pembina
La contea di Pembina in inglese Pembina County è una contea dello Stato del Dakota del Nord, negli Stati Uniti. La popolazione al censimento del 2000 era di 8 585 abitanti. Il capoluogo di contea è Cavalier.

## Contee e municipalità confinanti
- Municipalità di Rhineland (Manitoba, Canada) - nord
- Municipalità di Montcalm (Manitoba, Canada) - nord-est
- Contea di Kittson (Minnesota) - est
- Contea di Marshall (Minnesota) - sud-est
- Contea di Walsh - sud
- Contea di Cavalier - ovest
- Municipalità rurale di Stanley (Manitoba, Canada) - nord-ovest

## Comuni

### Cities
- Bathgate
- Canton City
- Cavalier (capoluogo)
- Crystal
- Drayton
- Hamilton
- Mountain
- Neche
- Pembina
- St. Thomas
- Walhalla